# Concessie (vergunning)
Een concessie is een vergunning van de overheid die anderen uitsluit. De verkrijger van de concessie of concessiehouder krijgt dus een monopolie (alleenrecht) op bijvoorbeeld een stuk grondgebied.
De aanbestedende dienst van de overheid kan ook een concessieovereenkomst sluiten voor het verrichten van openbare werken.
Een gemeente kan bijvoorbeeld een concessie verlenen aan de private uitbater van een cafetaria aan het gemeentelijk zwembad of de staat kan een concessie verlenen voor het winnen van delfstoffen in een bepaald gebied.
Een concessie en een vergunning zijn weliswaar verwant maar niet hetzelfde. Beide impliceren een (noodzakelijke) toestemming van de overheid om een bepaalde activiteit uit te voeren. 
- Een concessie wordt door een overheid verleend omdat de overheid die activiteit wenselijk acht op grond van het door haar te behartigen publieke belang. Soms ontvangt de concessiehouder subsidie. Bijvoorbeeld de Vervoerconcessie voor het hoofdrailnet.
- De overheid staat onverschillig tegenover de activiteit die op grond van de vergunning uitgevoerd mag worden.

De concessie wordt verleend als eenzijdig besluit en na (impliciete) aanvaarding door de concessiehouder ontstaat er een publiekrechtelijke overeenkomst.

## België
De Belgische wetgeving omtrent concessieovereenkomsten is te vinden in de federale wet van 17 juni 2016 betreffende de concessieovereenkomsten. Deze wet onderscheidt twee vormen van concessieovereenkomsten (art. 1, 7° Wet Concessieovereenkomsten 2016).
Concessie voor werken
Een concessie voor werken is een schriftelijke overeenkomst onder bezwarende titel waarbij een of meer aanbesteders werken laten uitvoeren door een of meer ondernemers, waarvoor de tegenprestatie bestaat hetzij uitsluitend in het recht het werk dat het voorwerp van de overeenkomst vormt te exploiteren, hetzij in dit recht en een betaling.
De uitvoering van werken slaat op de uitvoering of het ontwerp en de uitvoering van werken die betrekking hebben op werkzaamheden zoals weergegeven in de Wet Concessieovereenkomsten 2016, of van een werk, dan wel het verwezenlijken, met welke middelen dan ook, van een werk dat voldoet aan de eisen van de aanbesteder die een beslissende invloed uitoefent op het soort werk of op het ontwerp van het werk.
Met een werk bedoelt men het product van een geheel van bouw- of civieltechnische werken dat ertoe bestemd is als zodanig een economische of technische functie te vervullen.
Concessie voor diensten
Een concessie voor diensten is een schriftelijke overeenkomst onder bezwarende titel waarbij een of meer aanbesteders de verrichting van diensten, met uitzondering van de uitvoering van werken, laten verrichten en beheren door een of meer ondernemers, waarvoor de tegenprestatie bestaat hetzij uitsluitend in het recht de diensten die het voorwerp van het contract vormen te exploiteren, hetzij in dit recht en een betaling.